# Cementerio Troyekúrovskoye

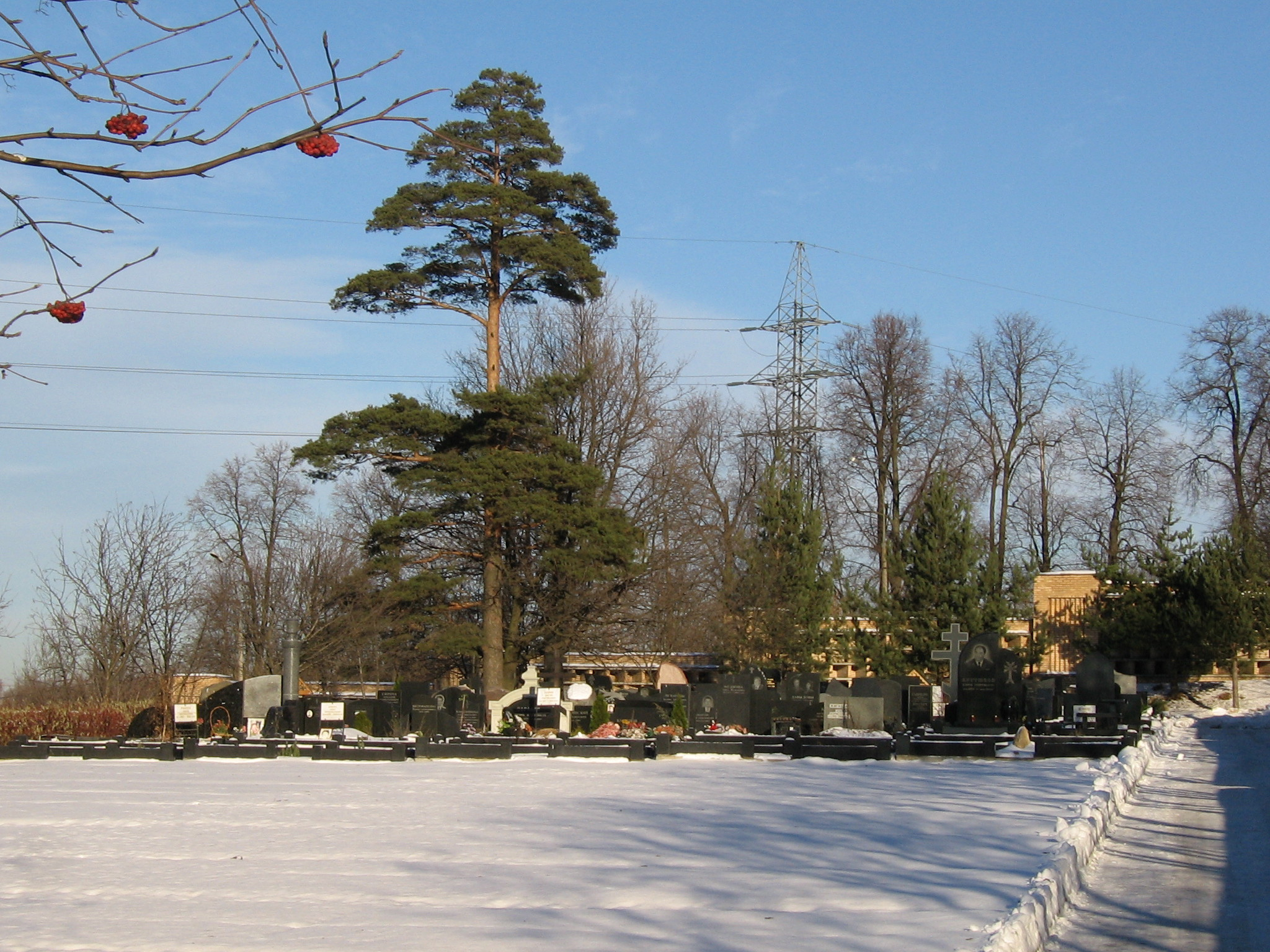
Imagen del cementerio Troyekúrovskoye

El cementerio Troyekúrovskoye (en ruso: Троекуровское кладбище), también conocido como cementerio Novo-Kúntsevskoye (en ruso: Ново-Кунцевское кладбище), es un cementerio en Moscú, Rusia. 
El cementerio está situado en el antiguo pueblo de Troyekúrovo, en el extremo occidental de Moscú. 

## Historia
Su nombre deriva de la familia Troyekúrov, familia de príncipes moscovitas, procedentes de una rama de la casa Ruríkida de Yaroslavl, propietaria del pueblo en el siglo XVII. El cementerio de Troyekúrovskoye incluye la Iglesia de San Nicolás, construida por el príncipe Troyekúrov en 1699-1704, que se cerró durante la era soviética, pero se reabrió en 1991.
El cementerio de Troyekúrovskoye se administra como filial del Cementerio Novodévichi, y es el lugar de descanso de numerosas figuras notables de Rusia y de la Unión Soviética.

## Personajes enterrados en el Cementerio Troyekúrovskoye

### Personas famosas
- Nina Alísova, actriz rusa.

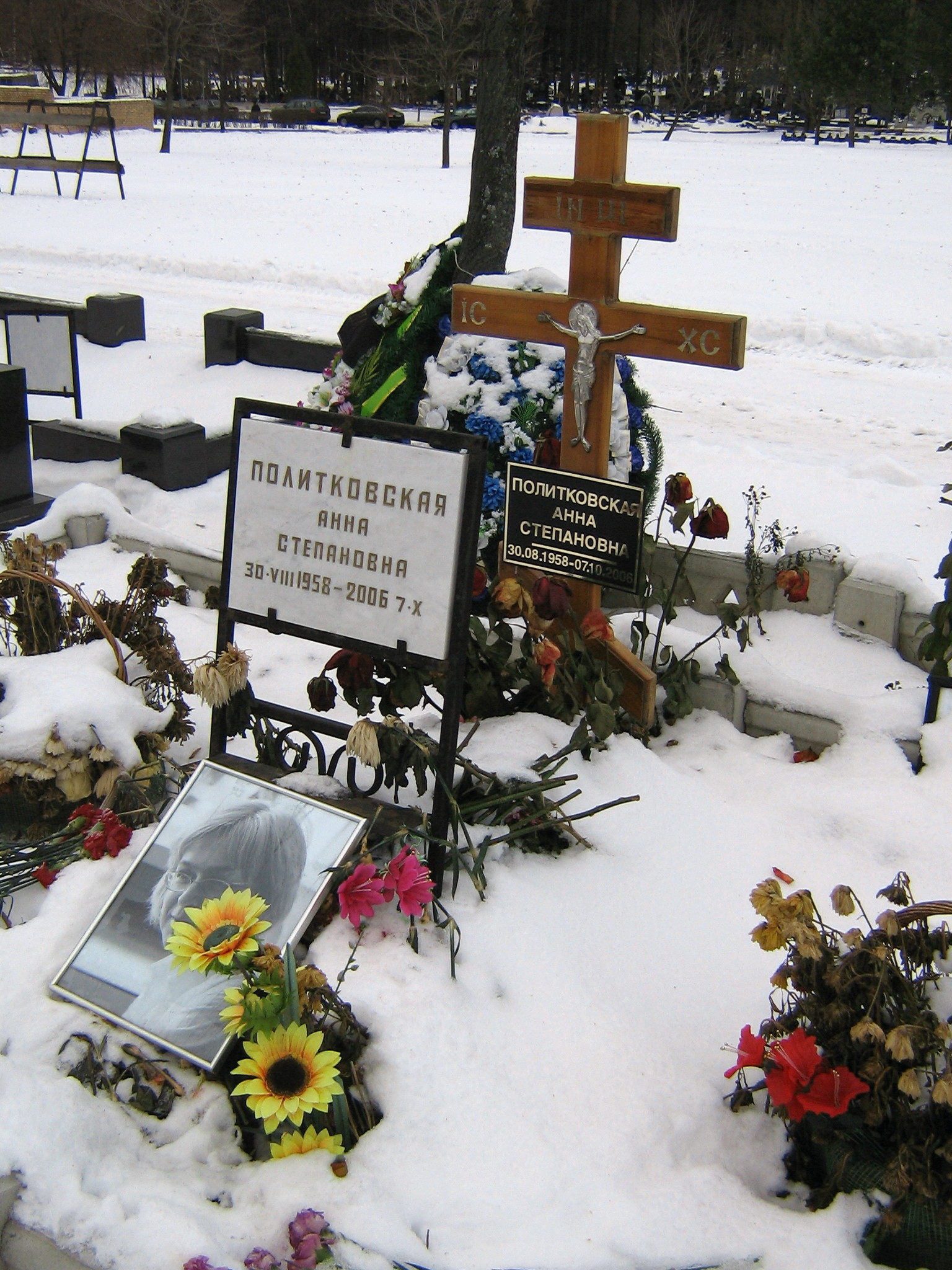
Tumba de Anna Politkóvskaya.

- Guennadi Bachinsky, periodista ruso.
- Grigori Baklánov, escritor ruso.
- Víktor Bortsov, actor ruso.
- Galina Dzhugashvili, traductora rusa, nieta de Iósif Stalin.
- Semión Farada, actor ruso
- Vitali Fiodorchuk, exjefe del KGB.
- Konstantín Feoktístov, cosmonauta ruso.
- Vladislav Galkin, actor de cine ruso
- Vasili Grossman, periodista y escritor ruso
- Natalya Gúndareva, actriz rusa
- Román Kachánov, animador ruso
- Dmitri Jólodov, periodista ruso del periódico Moskovski Komsomolets, muerto cuando investigaba la presunta corrupción entre los altos cargos militares.
- Elem Klímov, director de cine ruso.
- Viacheslav Kochemásov, diplomático.
- Andréi Kozlov, vicepresidente del Banco Central de la Federación Rusa entre 1997 y 1999 y entre 2002 y 2006.
- Ilyá Kormíltsev, poeta, traductor y editor ruso.
- Alfred Kuchevsky (1931-2000), jugador de hockey sobre hielo.
- Serguéi P. Kurdyúmov, matemático ruso.
- Mijaíl Lapshín, presidente de la República de Altái entre 2002 y 2006.
- Yuri Levada, sociólogo y politólogo ruso.
- Aleksandr Lenkov, actor ruso.
- Serguéi Mavrodi, político ruso.
- Gueorgui Millyar, actor de cine ruso
- Viacheslav Nevinny, actor ruso.
- Anna Politkóvskaya, periodista rusa y activista de los Derechos Humanos, conocida por su oposición al conflicto de Chechenia y al presidente ruso Vladímir Putin.
- Lyubov Polishchuk (1951-2008), actriz rusa.
- Pável Popóvich, cosmonauta ruso.
- Anatoli Pristavkin, escritor ruso.
- Yuli Raizman, director de cine ruso.
- Borís Rybakov, arqueólogo e historiador soviético.
- Guénrij Sapguir, poeta ruso.
- Daniil Shafrán, violonchelista ruso de origen judío.
- Natalia Shvédova, lexicógrafo ruso.
- Serguéi Supónev (1965-2003), presentador de televisión.
- Valentina Tolkunova, cantante rusa.
- Yevgueni Vésnik, actor ruso.
- Borís Zajoder, escritor para niños.
- Serguéi Zalyguin, novelista ruso.
- Yelena Mújina (1960-2006), gimnasta soviética.
- Kira Golovko (1919-2017), actriz de cine y teatro[1]

### Políticos y personajes públicos
- Víktor Chébrikov, espía y jefe del KGB entre 1982 y 1988.
- Vitali Fedorchuk, presidente del KGB en 1982. Ministro del Asuntos Internos entre 1982 y 1986.
- Borís Fiódorov, economista, político y reformador ruso.
- Andréi Kirilenko, líder del Partido Comunista de la Unión Soviética.
- Gennadi Kolbin, primer Secretario del Comité Central del Partido Comunista de la RSS de Kazajistán.
- Nikolái Kruchina, miembro del Comité Central del Partido Comunista de la Unión Soviética.
- Vladímir Kriuchkov, político destacado del Partido Comunista de la Unión Soviética en el fallido golpe de Estado contra Gorbachov
- Yuri Maslyukov, presidente del Gosplán.
- Borís Nemtsov, político de la oposición.
- Borís Pugo, Ministro de Asuntos Internos de la URSS
- Vladímir Semichastny, jefe de la KGB entre 1961 y 1967.
- Gueorgui Shajnazárov, político y politólogo ruso.
- Anatoli Tyazhlov, gobernador del Óblast de Moscú dentre 1991 y 2000.
- Aleksandr Yákovlev, economista, "padre" de la Glásnost.
- Guennadi Yanáyev, vicepresidente de la Unión Soviética.

### Militares
- Timur Apakidze, comandante de la Aviación Naval Soviética y Héroe de la Federación Rusa.
- Serguéi Ajroméyev, Héroe de la Unión Soviética (1982), Mariscal de la Unión Soviética (1983).
- Yuri Ivánovich Drozdov, del Servicio Federal de Seguridad y KGB (1979-1991).
- Vasili Dzhugashvili, general, hijo de Stalin y de su segunda esposa, Nadezhda Alilúyeva.
- Natalia Meklin, piloto de la Segunda Guerra Mundial y Heroína de la Unión Soviética
- Lev Rojlin, teniente general del Ejército Soviético.
- Ígor Serguéiev, ministro de Defensa de la Federación Rusa entre 1997 y 2001.
- Yevgueni Sháposhnikov, comandante militar
- Valentín Varénnikov, general de Ejército, Héroe de la Unión Soviética.
- Mijaíl Vodopiánov, piloto, general de la Fuerza Aérea Soviética y Héroe de la Unión Soviética.
- Galaktión Alpaidze, teniente general y primer director del Cosmódromo de Plesetsk.
- Mijaíl Záitsev, general de Ejército y Héroe de la Unión Soviética.
- Yevdokia Pasko, Heroína de la Unión Soviética.[2]
- Yekaterina Mijáilova-Diómina, médica militar y Heroína de la Unión Soviética.[3]